# Egregor
El egregor es un concepto propio del ocultismo que representa una manifestación de una forma de pensamiento, voluntad o mente colectiva; esto es, una entidad psíquica autónoma capaz de influir en los pensamientos de un grupo de personas.
Se diferencian de los tulpas, en que estas últimas serían manifestaciones producida por un solo individuo.

## Uso contemporáneo
Gaetan Delaforge, en la revista Gnosis, en 1987, define un egregor como una especie de mente colectiva creada cuando la gente se une conscientemente para un propósito común. El concepto ha gozado de renovada popularidad entre los practicantes de la magia del caos,[cita requerida] siguiendo el «Metabolismo Corporativo» de la serie de artículos de Paco Xander Nathan, publicados en 2001.
El resultado de una sinergia de pensamientos podría ser la descripción más concisa de este estado de ánimo.
La noción de «egregor» también aparece en el libro Roza Mira, del ruso Daniil Andreyev, donde representa el brillo en la nube como el espíritu asociado con la iglesia. En Rusia es una creencia común que la palabra «egregor» se originó de este libro espiritual.[cita requerida]
El movimiento ocultista ruso DEIR, dirigido por Dmitry Verischchagin, también emplea este concepto.[cita requerida]